# Carl Gustav Carus
Pour les articles homonymes, voir Carus (homonymie).
Carl Gustav Carus né le 3 janvier 1789 à Leipzig et mort le 28 juillet 1869 à Dresde est un médecin et peintre saxon.
Il s'est intéressé à la psychologie et à l'étude de l'âme dans une perspective romantique. Sa philosophie relève de la naturphilosophie et son esthétique du romantisme allemand. Il excella en médecine générale, obstétrique, physiologie animale, anatomie, botanique, géologie, peinture de paysage, esthétique de la peinture romantique, philosophie.

## Biographie
Carl Gustav Carus naît en 1789 à Leipzig, ville de l'Électorat de Saxe.
Encore élève à Leipzig, il prend de Julius Diez (en) des leçons de dessin ; il étudie ensuite avec Johann Veit Schnorr von Carolsfeld (1764–1841) à l'Académie de dessin. À l'université de Leipzig, il étudie la physique, la botanique, la chimie, la médecine.
En 1811, à 22 ans, il est reçu, après six années d'études, docteur en médecine et docteur en philosophie. Dès cette année, le premier, il enseigne à l'université l'anatomie comparée et avec quelques camarades fonde une société savante, l'Académie de Médecine de Dresde. À partir de 1813, il enseigne la peinture à l'huile selon la technique du paysagiste Johann Christian Klengel, de Dresde.
Lors de la bataille de Leipzig, en octobre 1813, il contracte le typhus.
À Dresde, en Saxe, dès 1814, sous le règne de Frédéric-Auguste Ier, il est professeur d’obstétrique à l'Académie royale médico-chirurgicale et, jusqu'en 1827, directeur de l'Hôpital de maternité. Il se lie, en 1817, au peintre et graveur Caspar David Friedrich (1774-1840), célèbre pour ses paysages romantiques.
En 1819, sur l'île de Rügen, Carus fait l'expérience romantique du paysage :

« Là, je découvris un endroit où, le vent d’est animant plus fortement les flots, les vagues roulaient plus haut leur masse brune, se déversaient en écume et, se régénérant sans cesse, se fracassaient contre le sable de la côte. Je voulais jeter quelques études sur le papier, mais à peine eus-je esquissé quelques traits que je lançai mon carton au loin, persuadé qu’ici chaque trait était une profanation de ce phénomène qui laisse pantelant d’émotion et, bouleversé, je demeurais les yeux fixés sur ce combat grandiose entre les éléments. »

Ses premières huiles sont influencés par Friedrich (Sépulture préhistorique au clair de lune, 1820).
Il rencontre Goethe (1749-1832) en 1821 et entretient avec lui une correspondance jusqu'en 1832.
Il fonde en 1822, avec Lorenz Oken (1779-1851), la Société germanique des naturalistes et médecins.
En 1827 il est nommé médecin personnel et conseiller d'État du roi de Saxe, Antoine Ier de Saxe (de 1827 à 1836). Cette charge lui sera conservée sous les règnes de Frédéric-Auguste II (de 1836 à 1854), et Jean Ier de Saxe (de 1854 à 1867).
En 1828 (Von den Ur-Theilen des Knochen- und Schalengerüstes), influencé par Goethe, il élabore le concept d'archétype vertébré : toutes les parties solides des animaux ne sont que des variations d'un type général (la vertèbre), elle-même dérivée d'une forme sphérique fondamentale ; l'idée sera reprise en 1848 à Londres par Richard Owen (On the Archetype and Homologies of the Vertebrate Skeleton).
Vers 1830 il commence à s'intéresser à l'anthropologie.
Ses Neuf Lettres sur la peinture de paysage (1831) ont été considérées comme la théorie par excellence du paysage romantique allemand. Il présente la « peinture de paysage » comme Erdlebenerlebnis (expérience de la communion avec la vie de la terre) et Erdlebenbildkunst (art de la représentation de la vie de la terre). Dans le même ouvrage, il conçoit, sous l'influence d'Alexander von Humboldt (Tableaux de la nature, 1808) une « Physiognomonie des montagnes ». Dans la septième lettre, il déclare : 

« À l’aide d’une attention seulement un peu plus soutenue de la part de l’observateur, et d’un sens des formes suffisamment développé, on ne peut en effet absolument pas ignorer que les différentes grandes espèces de masses montagneuses se caractérisent par divers contours et dessins, que les montagnes originelles par exemple se distinguent par des formes abruptes et pointues, les plus basses de ces montagnes, qui ont subi l’érosion, par des croupes grandioses et onduleuses, les formations trachytiques, apparues plus tard, par des parois rocheuses et des aiguilles abruptes surgies violemment, les volcans par des sommets et des coupoles levés comme des bulles, les montagnes de transition ou sédimentaires par des crêtes s’étendant sur une grande distance et clairement transformées par les courants violents des eaux originelles. Si l’on faisait plus attention à ces caractéristiques que jusqu’à maintenant, et si l’on poussait cette physiognomonie à un certain point de perfection, on n’augmenterait pas seulement l’intérêt des voyages en montagne d’une manière significative, on ferait aussi progresser l’art de la peinture de paysage. »

Ses Leçons de psychologie (Vorlesungen über Psychologie, 1831) marquent la naissance d'une conception psychosomatique de l'homme et de la maladie.
Dans Psyché, histoire du développement de l'âme humaine (Psyche; zur Entwicklungsgeschichte der Seele, 1846), son œuvre maîtresse, il distingue inconscient, conscience périphérique (Weltbewusstein), conscience de soi ; ce livre s'ouvre par ces mots :

« La clé de la connaissance de la nature de l'âme est à chercher dans le règne de l'inconscient. D'où la difficulté, sinon l'impossibilité, à comprendre pleinement le secret de l'âme. S'il était absolument impossible de retrouver l'inconscient dans le conscient, l'homme n'aurait plus qu'à désespérer de pouvoir jamais arriver à une connaissance de son âme, c'est-à-dire à une connaissance de lui-même. Mais si cette impossibilité n'est qu'apparente, alors la première tâche d'une science de l'âme sera d'établir comment l'esprit de l'homme peut descendre dans ses profondeurs »

Dans ce livre, qui influença Freud, la psychologie du rêve est amorcée.
Carus étudie la physiognomonie (Symbolik der menschlichen Gestalt, 1853). Il combat le darwinisme en 1861 (Symbolique comparée des squelettes de l'homme et du singe) et 1866 (Natur und Idee).
De 1862 à 1869 il est président, sous le nom de Cajus II, de la Leopoldina (Leopoldinisch-Carolinischen Akademie der Naturforscher), à Halle.
Il laisse des Mémoires (Souvenirs et Pensées, Lebenserinnerungen und Denkwürdigkeiten, 1865-1866). Il cesse d'exercer comme médecin en 1867.
Il meurt le 28 juillet 1869 à Dresde.
L'Académie de médecine de Dresde, fondée en 1954, porte son nom : Medizinische Akademie „Carl Gustav Carus“ Dresden (MAD).

## Anatomie philosophique
En 1818, C. G. Carus défend dans Traité élémentaire d’anatomie comparée une conception hiérarchique du monde animal. Il s’appuie, au plan anatomique, sur une théorie de la constitution de l’endosquelette par la répétition des segments : le tronc résulterait du développement des protovertèbres (côtes), la tête du développement des deutovertèbres (vertèbres crâniennes), et les membres de celui des tritovertèbres (os de membres). Comme chez Oken on trouve chez Carus la volonté de faire correspondre la hiérarchie des structures (les trois types de vertèbres) à celle des fonctions physiologiques (végétative, locomotrice et sensorielle). Ainsi, chez l’animal le plus élevé, le tronc est caractérisé par la vie végétative, la tête par la vie sensitive, et les membres par la vie locomotive. « Le squelette des animaux supérieurs est en quelque sorte l’empreinte solidifiée du système nerveux » ajoute-t-il : c’est la raison pour laquelle aux trois parties des « masses cérébrales » correspondent un nombre égal de vertèbres crâniennes. À ces dernières, s’ajoutent trois vertèbres « faciales » et quatre vertèbres « intermédiaires », Carus dénombre finalement comme Goethe dans la constitution du crâne six vertèbres céphaliques auxquelles s’ajoutent quatre « vertèbres intermédiaires » dont le rang est moins élevé.

## Naturphilosophie
« Grand métaphysicien de la vie (Psyche, 1846 ; Symbolik der menschlichen Gestalt, 1853), désireux de marquer ses distances à l'égard du panthéisme, c'est lui qui crée les mots d' "enthéisme" et de "panenthéisme" pour préciser que si le divin est en toute chose, tout n'est pas en Dieu » (Antoine Faivre).
Carus est le premier théoricien de l'inconscient. « Il se représente l'univers comme un organisme où la nature et l'esprit sont unis au sein d'un Inconscient auquel l'homme participe par son corps et par son propre inconscient ; mais la conscience de l'individu rompt souvent cette harmonie, et nos maladies ne font qu'exprimer la rupture du lien originel qui unit le corps à l'âme » (Antoine Faivre).

« La nature, en tant qu’elle provoque sans interruption de nouveaux phénomènes ou signes de sa vie intérieure, est l’organisme absolu ou macrocosme. Tout être naturel qui se développe de lui-même ne pouvant subsister que dans l’organisme général de la nature, et sa vie n’étant qu’une émanation de la vie supérieure et primaire, on l’appelle organisme partiel, fini, individuel ou microcosme, et son développement n’est possible que sous l’influence de la vie générale de la nature. »

## Esthétique de la peinture de paysage

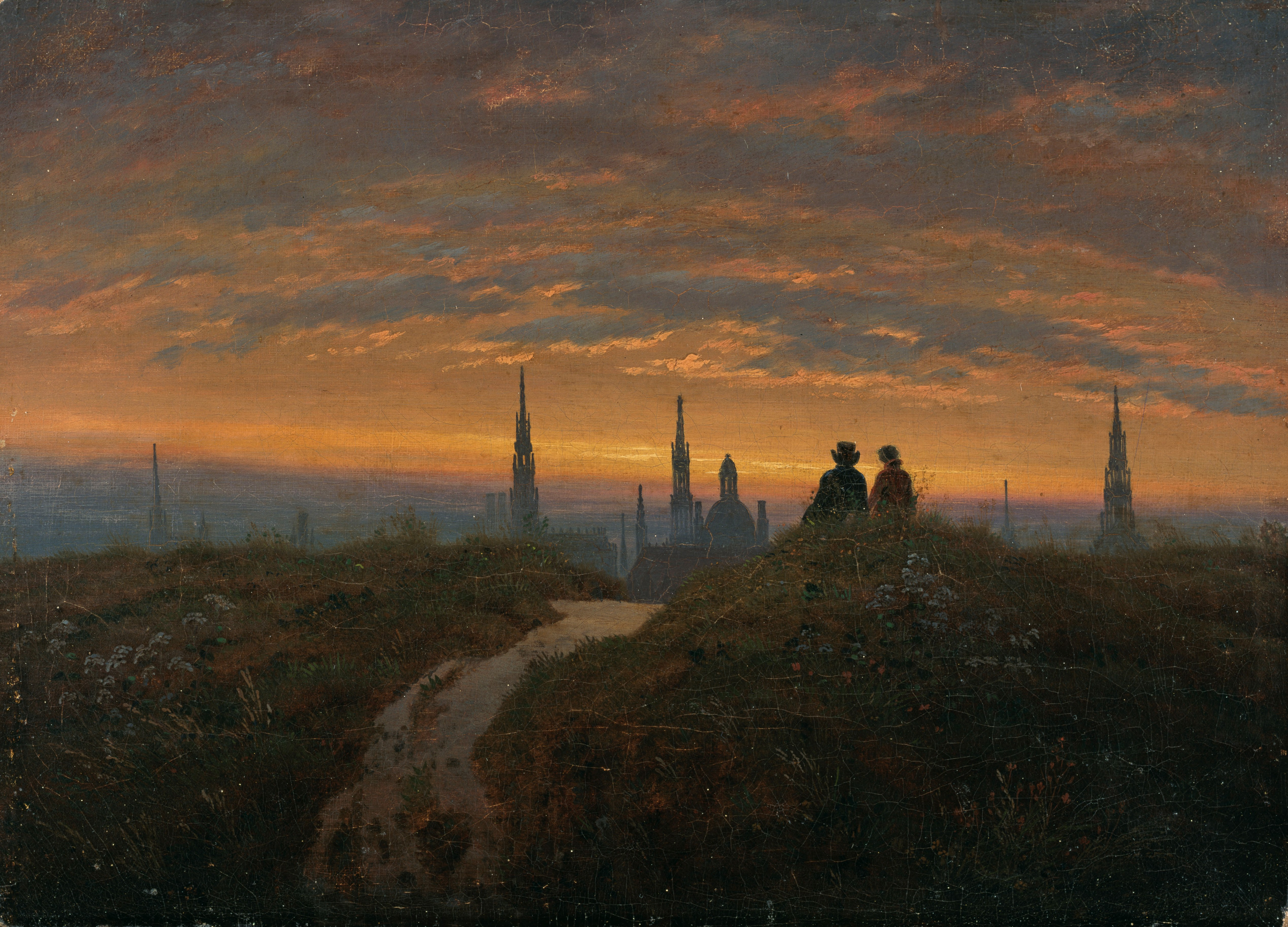
Vue de Dresde au coucher du soleil, vers 1822, Chemnitz,.

Dans ses Neuf lettres sur la peinture de paysage (Neun Briefe über Landschaftsmalerei, 1831), C. G. Carus élabore la théorie esthétique de la peinture de paysage propre au romantisme allemand. Si l'expéditeur et le destinataire de cette correspondance sont respectivement dénommés Ernst et Albert en hommage à son fils Ernst-Albrecht mort à l'âge de 4 ans, le théoricien écrit en réalité à son ami le traducteur Johann Gottlob Regis. Malgré ce procédé qui peut sembler artificiel, les lettres possèdent un caractère historique avéré.
Il conçoit la peinture comme une révélation de l'invisible. Grâce à l'œuvre, la nature est saisie dans une fusion autant physique que mystique. Il y a Erdlebenerlebnis, expérience de communion avec la vie de la terre.
« Quels sentiments s’emparent de toi lorsque gravissant le sommet des montagnes, tu contemples de là-haut la longue suite des collines, le cours des fleuves et le spectacle glorieux qui s’ouvre devant toi ? — tu te recueilles dans le silence, tu te perds toi-même dans l’infinité de l’espace, tu sens le calme limpide et la pureté envahir ton être, tu oublies ton moi. Tu n’es rien, Dieu est tout. »

## Carus peintre
Carus a peint environ 400 tableaux. Ses œuvres sont conservées dans les musées de Düsseldorf (Paysage alpin, 1822 ; Promenade en barque sur l'Elbe, 1827), Dresde (neuf paysages, dont Les Chênes au bord de la mer), Karlsruhe (Atelier au clair de lune, 1826), Leipzig (Le Cimetière d'Oybin, vers 1828) et Hambourg.
- Haute montagne, vers 1824, huile sur toile, 136 × 171 cm), Essen, musée Folkwang[4].
- L'Intérieur de la Palm House sur l'Île aux Paons près de Potsdam, 1834, huile sur toile, 135 × 126 cm, Art Institute of Chicago[5].
- Les Cloches au petit matin, 1840, Essen, musée Folkwang[6].

Œuvres de Carl Gustav Carus
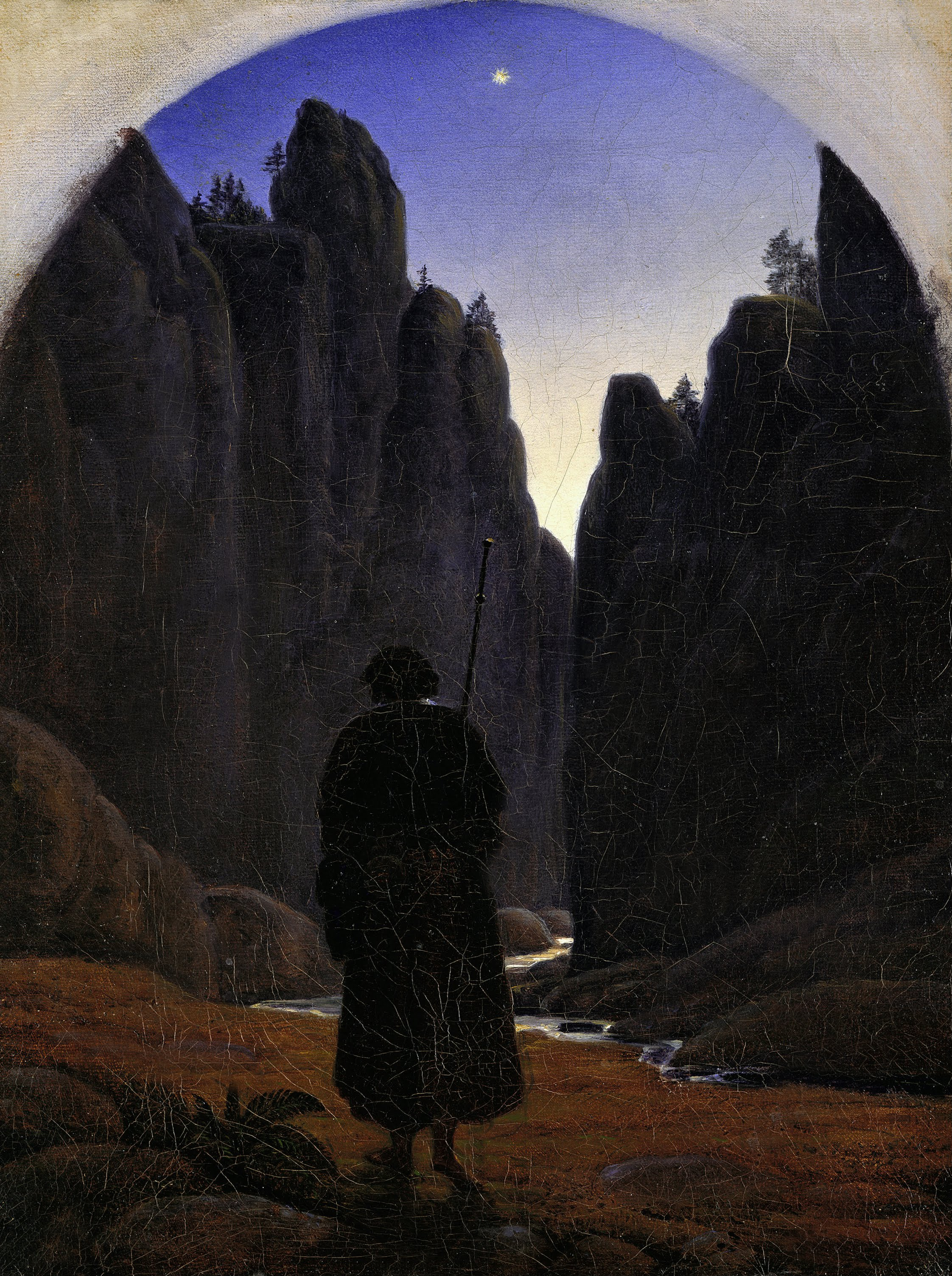
Pèlerin dans une vallée rocheuse, vers 1820, Berlin, Alte Nationalgalerie.
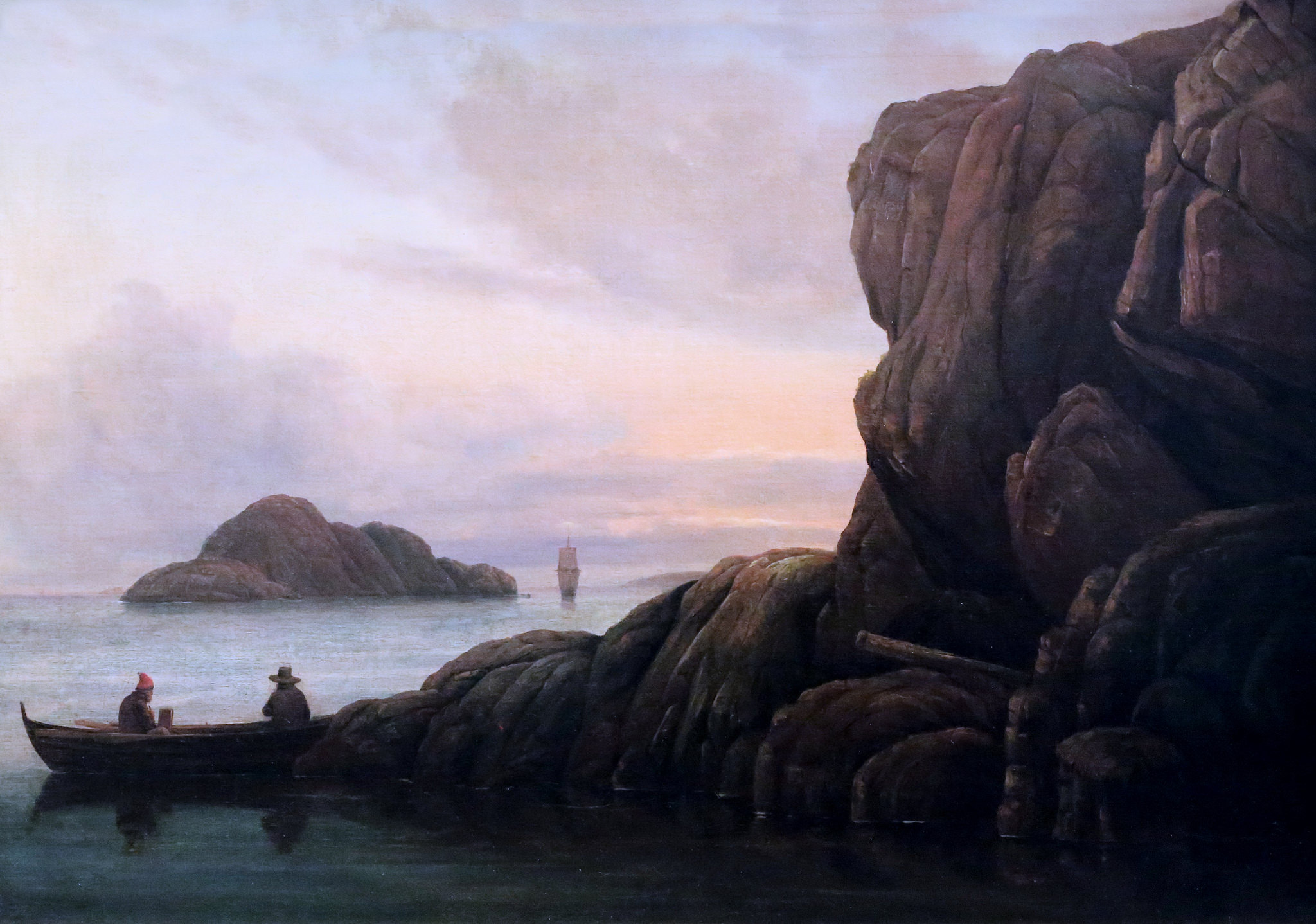
Soirée au bord de la mer, vers 1820-1825, Kunsthalle de Brême.
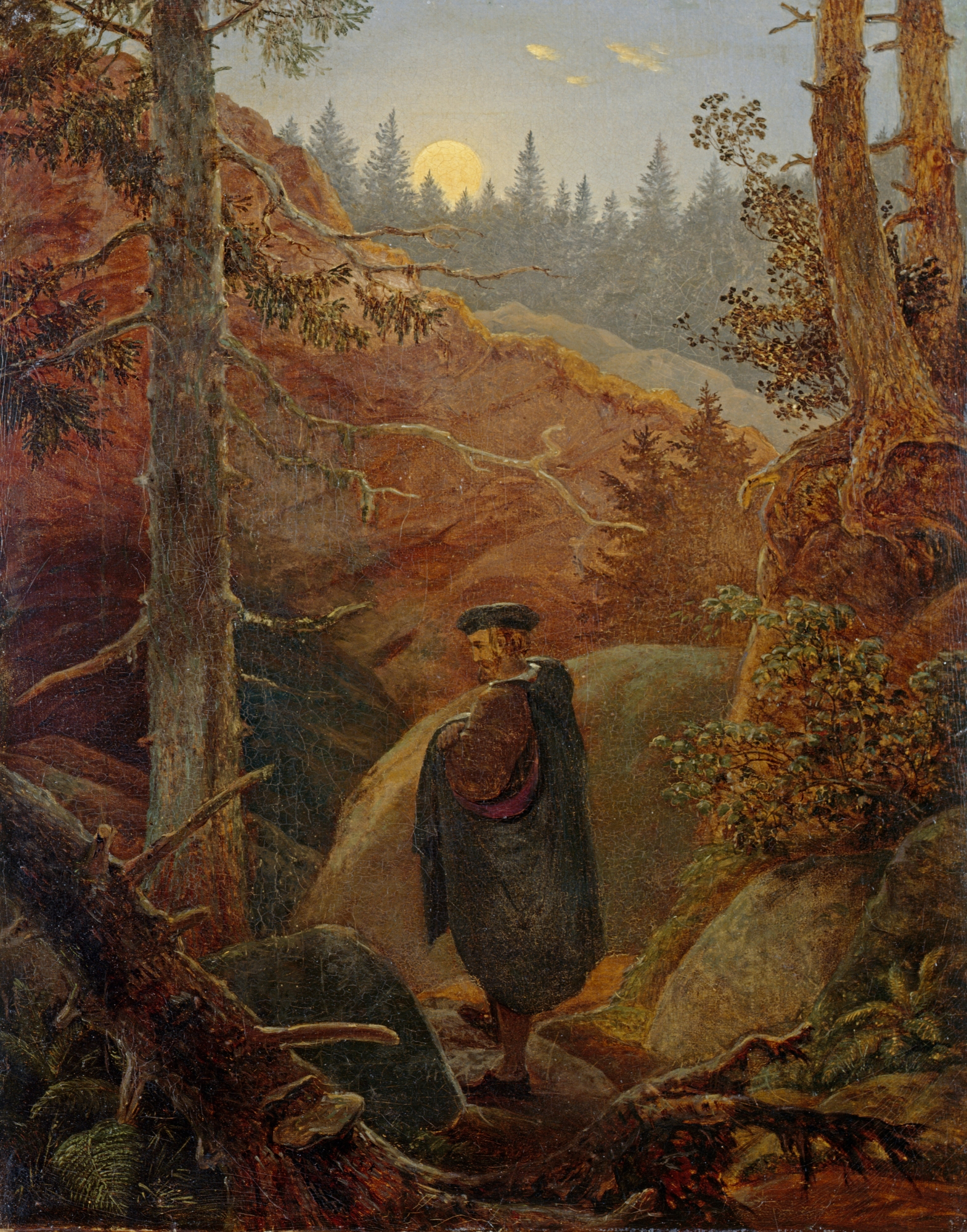
Faust dans les montagnes, vers 1821, Dresde, Galerie Neue Meister.
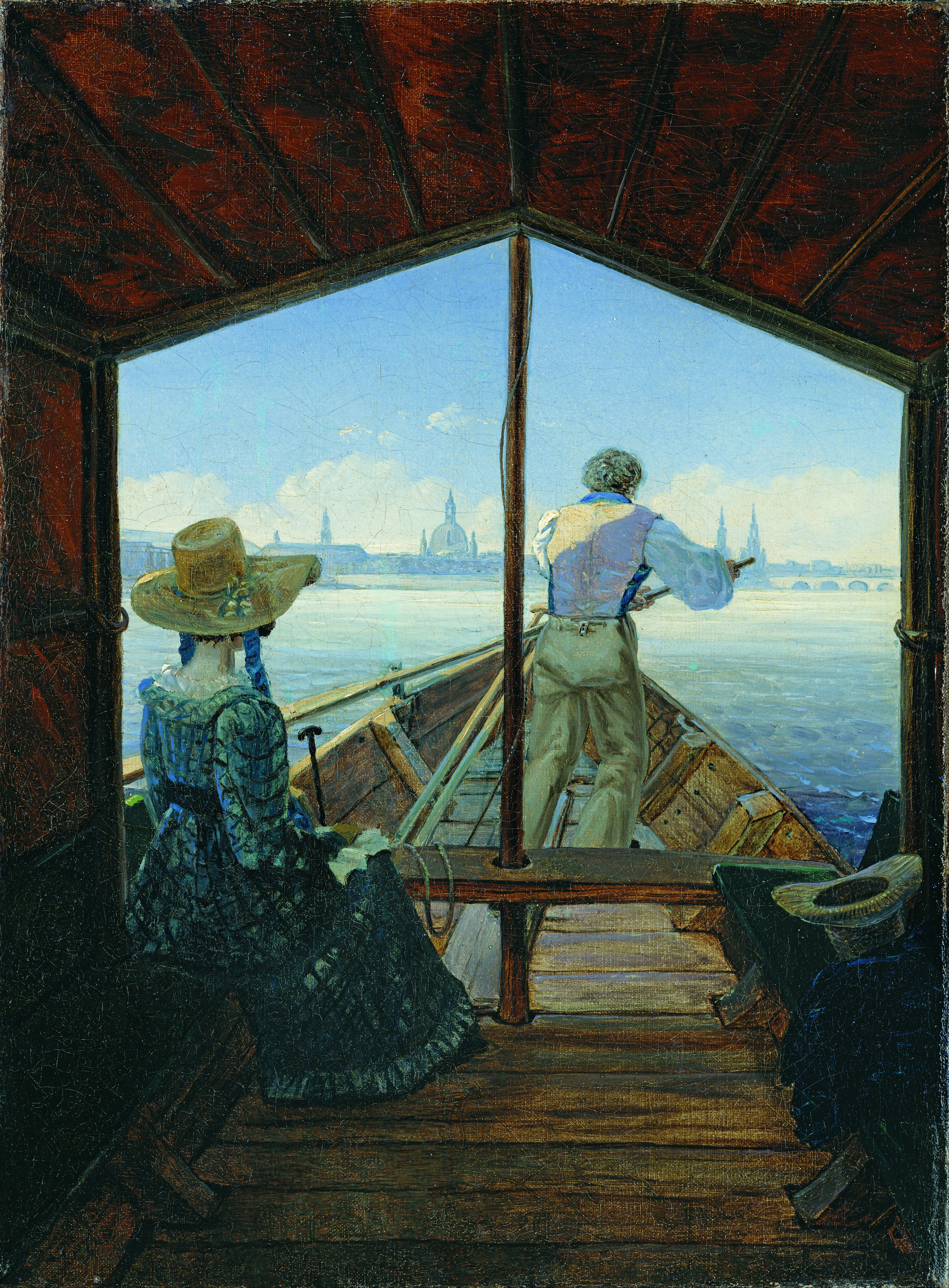
Promenade en barque sur l'Elbe près de Dresde (Matin sur l'Elbe), 1827, Düsseldorf, Museum Kunstpalast.
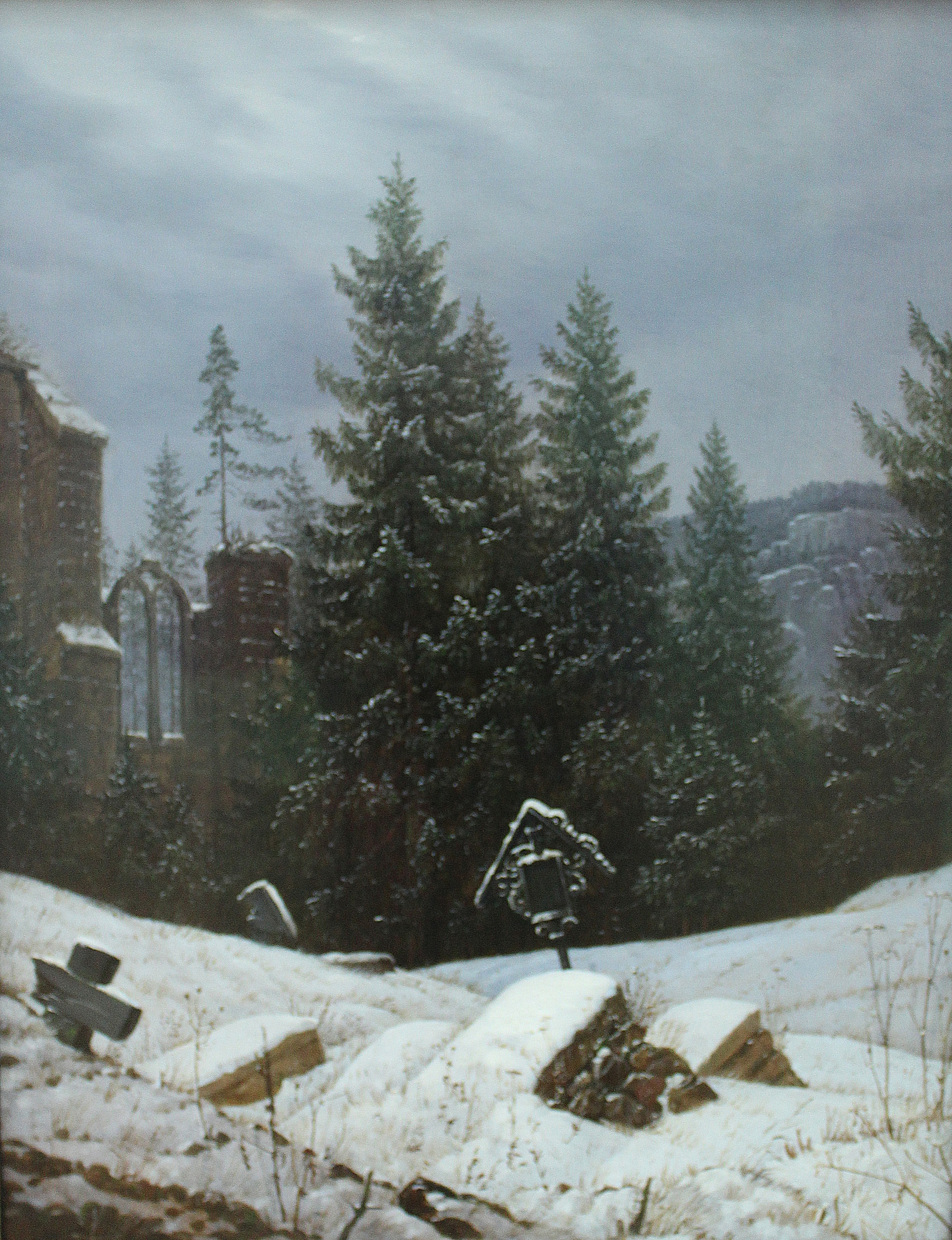
Le Cimetière d'Oybin, vers 1828, musée des Beaux-Arts de Leipzig.
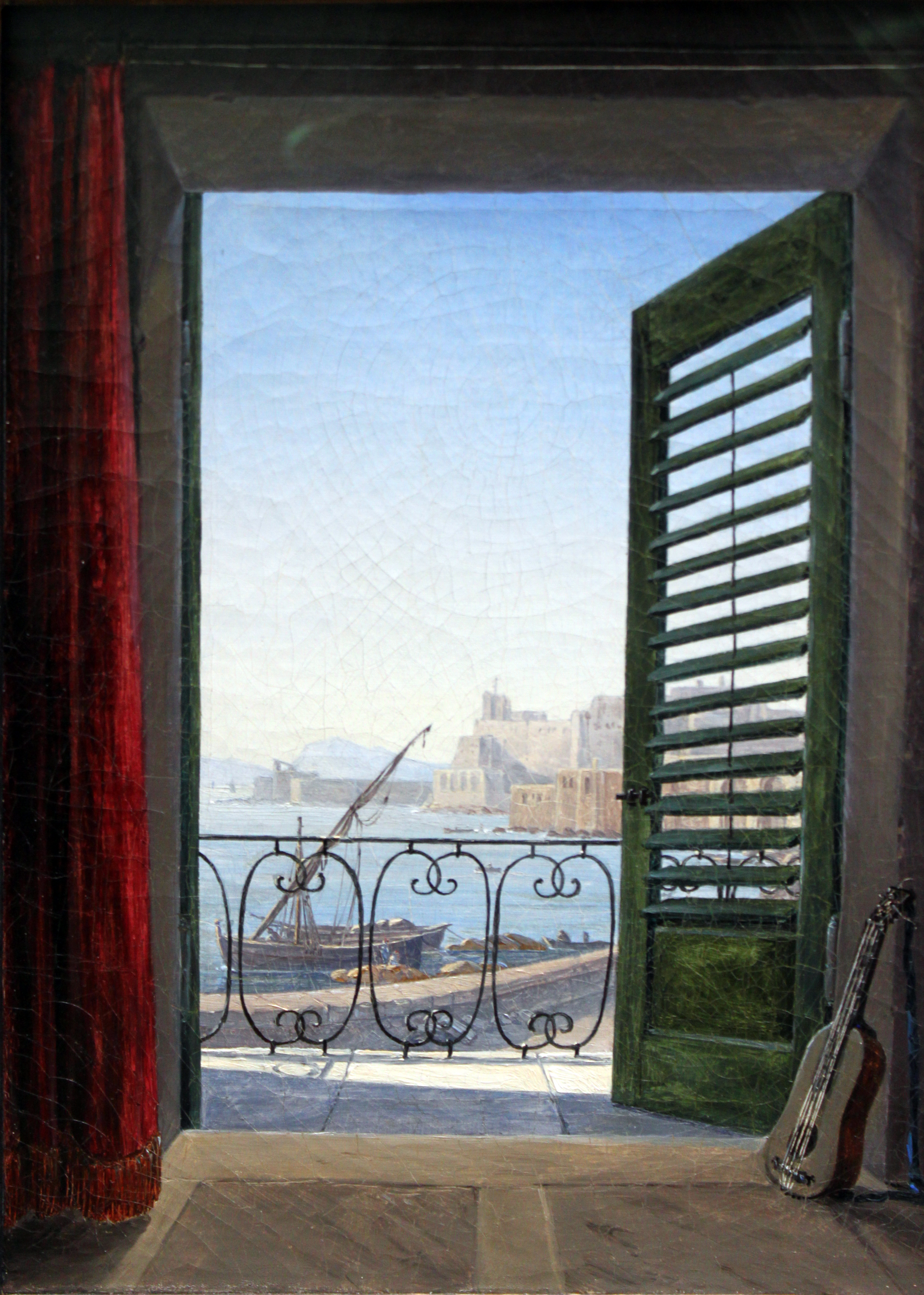
Balcon à Naples, vers 1828-1830, Berlin, Alte Nationalgalerie.
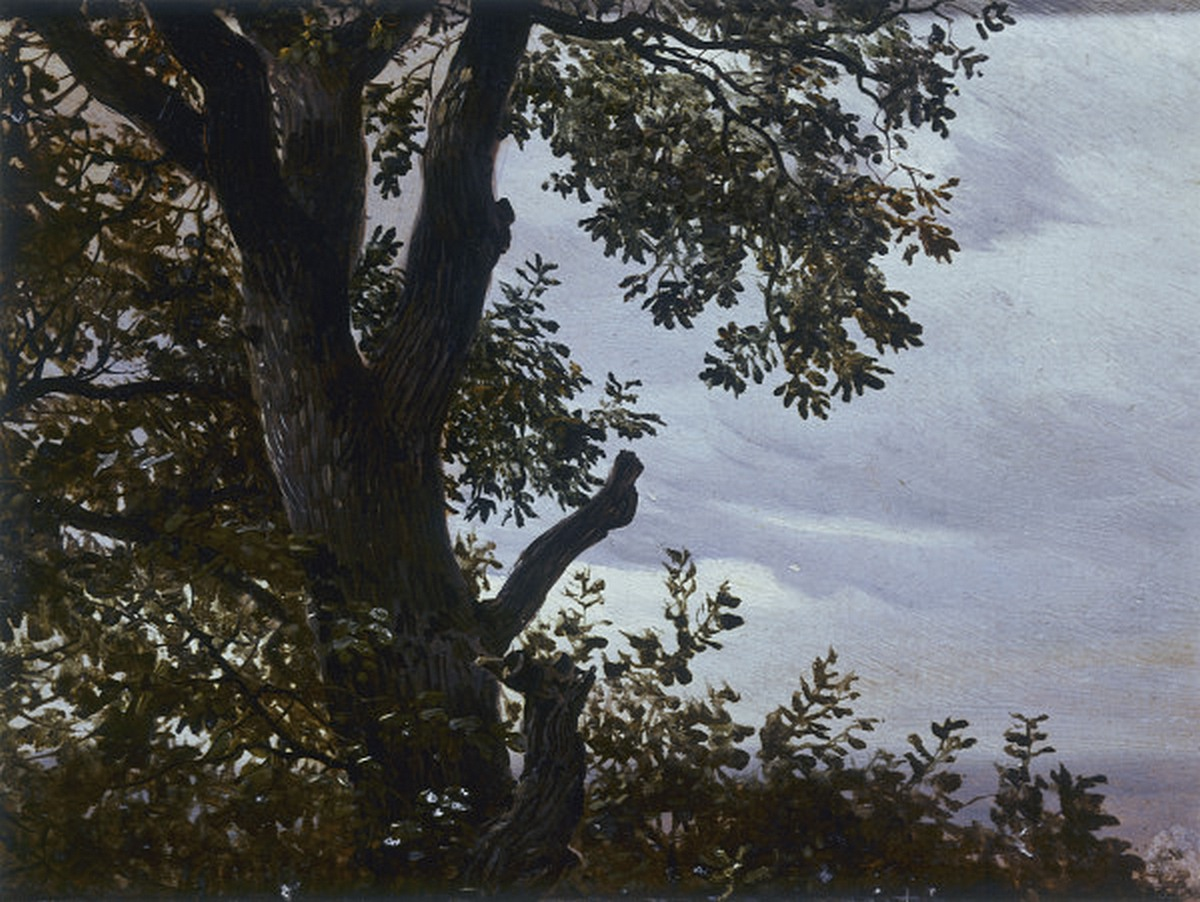
Étude d'arbre avec nuages, 1830, musée des Beaux-Arts de Leipzig.
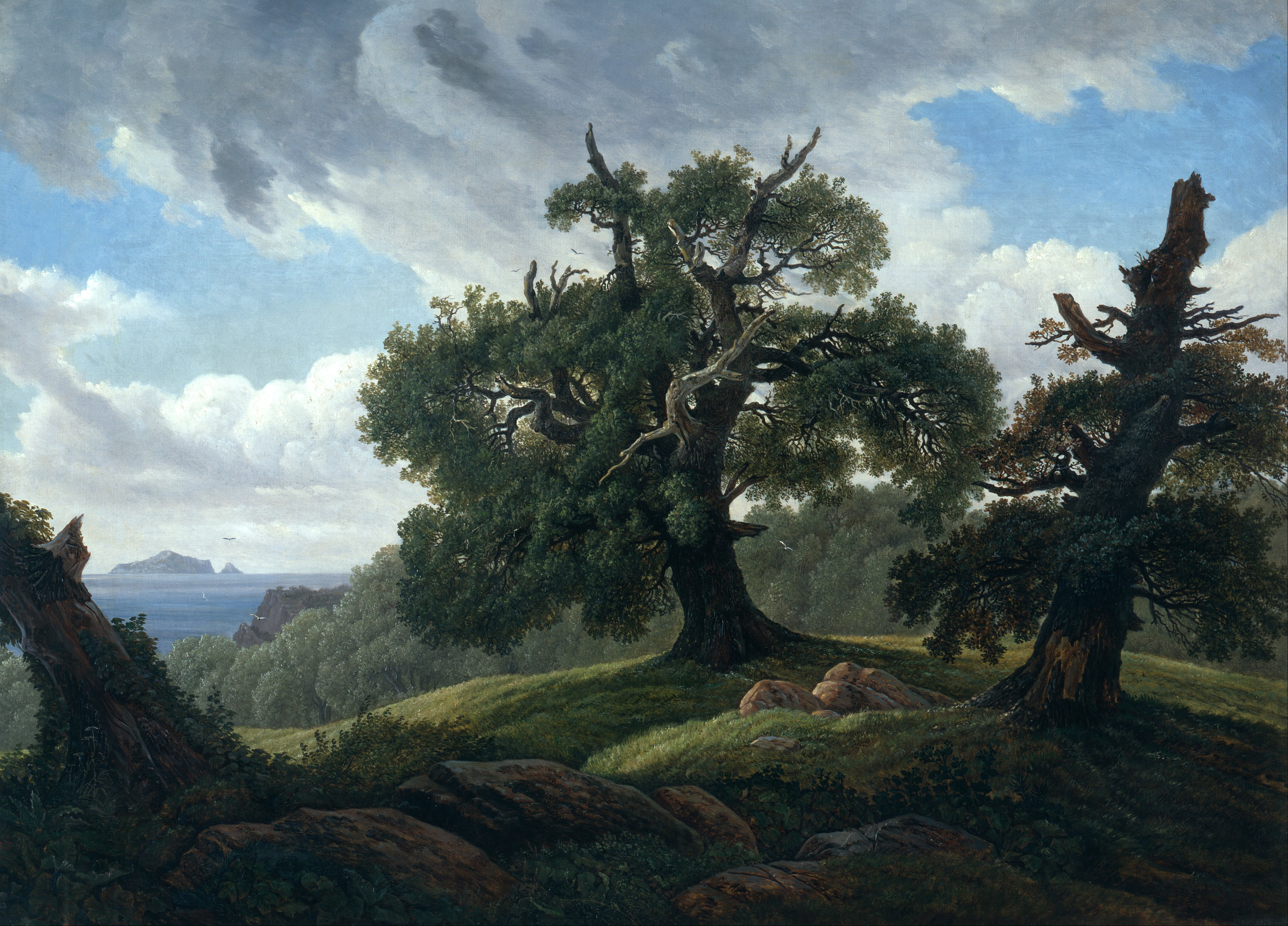
Souvenir d'une île boisée de la mer Baltique (chênes au bord de la mer), vers 1834-1835, Dresde, Galerie Neue Meister.

## Publications

Mnemosyne (1848).

### Sciences naturelles
- Lehrbuch der Zootomie (1818, 1834).
- Erläuterungstafeln zur vergleichenden Anatomie (1826–1855).
- Von den äussern Lebensbedingungen der weiss- und kaltblütigen Thiere (1824).
- Über den Blutkreislauf der Insekten (1827).
- Grundzüge der vergleichenden Anatomie und Physiologie (1828).
- Neu Untersuchungen über die Entwicklungsgeschichte unserer Flussmushel (Nouvelles enquêtes sur l'histoire évolutive de notre moule de rivière — Nova Acta Caesar. Leop. Carol. 16: 1-80, PL 1-4 (1832).
- Lehrbuch der Physiologie für Naturforscher und Aerzte (1838)- also medical
- Zwölf Briefe über das Erdleben (1841).
- Natur und Idee oder das Werdende und sein Gesetz. 1861.

### Médecine
- Lehrbuch der Gynäkologie (1820, 1838).
- Grundzüge einer neuen und wissenschaftlich begründeten Cranioscopie (Schädellehre) (1841).
- System der Physiologie (1847–1849).
- Erfahrungsresultate aus ärztlichen Studien und ärztlichem Wirken während eines halben Jahrhunderts (1859).
- Neuer Atlas der Cranioskopie (1864).

### Psychologie, physiognomonie, étude de l'âme
- Vorlesungen über Psychologie (1831).
- Psyche. Zur Entwicklungsgeschichte der Seele (1846, 1851).
- Ueber Grund und Bedeutung der verschiedenen Formen der Hand in veschiedenen Personen (Sur le fondement et la signification des différentes formes de mains chez différentes personnes) (1846).
- Physis. Zur Geschichte des leiblichen Lebens (1851).
- Denkschrift zum hundertjährigen Geburtsfeste Goethe’s. Ueber ungleiche Befähigung der verschiedenen Menschheitstämme für höhere geistige Entwickelung (1849).
- Ueber Lebensmagnetismus und über die magischen Wirkungen überhaupt (1857).
- Über die typisch gewordenen Abbildungen menschlicher Kopfformen (1863).
- Goethe, dessen Bedeutung für unsere und die kommende Zeit (1863).
- (de) Carl Gustav Carus, Pensées et Souvenirs [« Lebenserinnerungen und Denkwürdigkeiten »], Weimar, Gustav Kiepenheuer Verlag, 1865-1866 (réimpr. 1966), 2 volumes (lire en ligne)
- Vergleichende Psychologie oder Geschichte der Seele in der Reihenfolge der Thierwelt (1866).

### Art
- Briefe über Landschaftsmalerei. Zuvor ein Brief von Goethe als Einleitung (1819–1831).
- Die Lebenskunst nach den Inschriften des Tempels zu Delphi (1863).
- Betrachtungen und Gedanken vor auserwählten Bildern der Dresdener Galerie (1867).

### Traductions en français
- De la peinture de paysage dans l'Allemagne romantique, Klincksieck, 1983 : Neuf lettres sur la peinture de paysage (1831), Physiognomonie de la montagne, et plusieurs extraits des écrits et lettres de Caspar David Friedrich.
- Voyage à l'île de Rügen. Sur les traces de Caspar David Friedrich, Charenton, Premières pierres, 1999, 61 p. Extrait des Mémoires de Carus.
- Traité élémentaire d'Anatomie Comparée: Suivi de Recherches d'Anatomie Philosophique Ou Transcendante Sur Les Parties Primaires Du Système Nerveux, trad. 1835, Nabu Press, 2010.